# Сусанна Аматуні
Сусанна (Шушанік) Бабкенівна Аматуні (вірм. Սուսաննա (Շուշանիկ) Ամատունի; 28 лютого 1924 — 20 березня 2010) — радянська вірменська музикознавиця, дослідниця творчості Арно Бабаджаняна та Гегуні Чітчян, авторка підручників з музичної літератури, посібників, досліджень, Заслужений вчитель Вірменської РСР, кандидат мистецтвознавства (1988), професорка Єреванської консерваторії (1997).

## Походження й освіта
Сусанна Аматуні народилася 28 лютого 1924 року в Єревані в родині начальника VI відділення Закавказької залізниці Бабкена Аматуні та вчительки російської мови Єлизавети Герасимівни (Карапетівни) Аматуні. У 1928 році родина переїхала з Єревана до Ленінакана, де батька було призначено начальником VI розділу Закавказької залізниці. Пізніше батько також став членом Центральної виборчої комісії Вірменії. Сюзанна Аматуні відвідувала школу № 51 та музичну школу Нікогайоса Тіграняна в Ленінакані. Сюзанні Аматуні було 13 років, коли її батька Бабкена Аматуні було звинувачено і засуджено в 1937 році під час Великого терору в Радянському Союзі за нібито змову зі своїм однокласником, першим секретарем Комуністичної партії Вірменії, за нібито троцькізм і нібито шпигунство на користь Німеччини та Японії. У її день народження, 28 лютого 1938 року, батька було страчено. Сім'ї довелося покинути зручну квартиру. Відтоді Сузанна жила в погребі з матір'ю, братами та молодшою сестрою. Її мати не змогла влаштуватися на роботу як вдова ворога народу та троцькіста і була двічі заарештована. Попри ці негаразди, Сюзанна Аматуні досягла чудових результатів навчання як у загальноосвітній школі та і в музичній школі Христофор Кара-Мурса.
Під час німецько-радянської війни Сусанна Аматуні в 1941—1943 роках навчалася і закінчила з відзнакою фізико-математичний факультет Ленінаканського педагогічного інституту, а в 1944 році — Ленінаканське музичне училище імені Кара-Мурзи за класом фортепіано. Згодом у 1945—1950 роках Сусанна Аматуні навчалася в Москві, в Інституті імені Гнєсіних на теоретико-композиторському факультеті.

## Трудова діяльність
З 1951 по 1968 роки Сусанна Аматуні викладала музично-теоретичні дисципліни в Єреванській музичній школі імені П. І. Чайковського, а з 1966 по 2010 роки працювала в Єреванській державній консерваторії, де викладала курс методики навчання грі на фортепіано, а також спеціальний курс аналізу музичних творів. З 1990 року — доцент, з 1997 року — професор кафедри теорії музики.
У 1987 році Сусанна Аматуні стала членом Спілки композиторів і музикознавців Вірменії. У 1988 році вона захистила дисертацію на здобуття наукового ступеня кандидата мистецтвознавства, представивши монографію «Арно Бабаджанян: Інструментальне творчість: Дослідження».

## Наукова діяльність
Сусанна Аматуні — авторка понад 50 наукових статей. Брала участь у наукових конференціях у Москві, Ленінграді, Тбілісі та Єревані. Автор книг «Арно Бабаджанян: Інструментальне творчість: Дослідження», «Життя і творчість Гегуні Чітчян» (Єреван, 2003), підручників «Музична література. Підручник для 6 класу музичної школи», «Музична література. Підручник для 7 класу музичної школи.» (1-е та 2-е видання, низки посібників. Теми досліджень включали аналіз мелодійних і стилістичних особливостей музики Саят-Нови, Комітаса, Арно Бабаджаняна, Анушавана Тер-Гевондяна, Аро Степаняна, Гегуні Чітчян та інших композиторів.

## Нагороди та звання
- Медаль «Ветеран праці».
- Заслужений вчитель Вірменської РСР (1966).
- Доцент Єреванській Консерваторії імені Комітаса (1970).
- Професор Єреванській Консерваторії імені Комітаса (1997).

## Видані праці
1. Аматуни С. Б. Арно Бабаджанян. Инструментальное творчество: Исследование. — Ереван: Советакан грох, 1985. — 204 с., ил., нот. ил.
2. Аматуни С. Б. Жизнь и творчество Гегуни Читчян: Исследование. — Ереван, 2003.
3. Голос человеческий: к столетию со дня рождения Валентины Джозефовны Конен (1909—1991): воспоминания, письма, ст. / [С. Б. Аматуни и др.; сост.: З. Б. Карташева, М. А. Сапонов, Е. Л. Фейнберг; отв. ред. М. А. Сапонов]; Моск. гос. консерватория им. П. И. Чайковского, каф. истории зарубеж. музыки. — М.: Московская консерватория, 2011. — 319 с.: [4] л. ил., [1] л. портр.; 24 см. — Авт. указаны в содерж. — Библиогр. в подстроч. примеч. — 300 экз. — ISBN 978-5-89598-245-7.
4. Аматуни С. Б. «С любовью и радостью» / Музыкальная академия: Ежеквартальный научно-теоретический и критико-публицистический журнал. — 2005. — № 1. — С. 162—164.
5. Аматуни С. Б. Музыкальная литература. Учебник для 6 класса музыкальной школы (на армянском языке). — Ереван, 1972 (1-е изд.), 2008 (2-е изд.).
6. Аматуни С. Б. Музыкальная литература. Учебник для 7 класса музыкальной школы (на армянском языке). — Ереван, 1972 (1-е изд.), 2008 (2-е изд.).

## Галерея

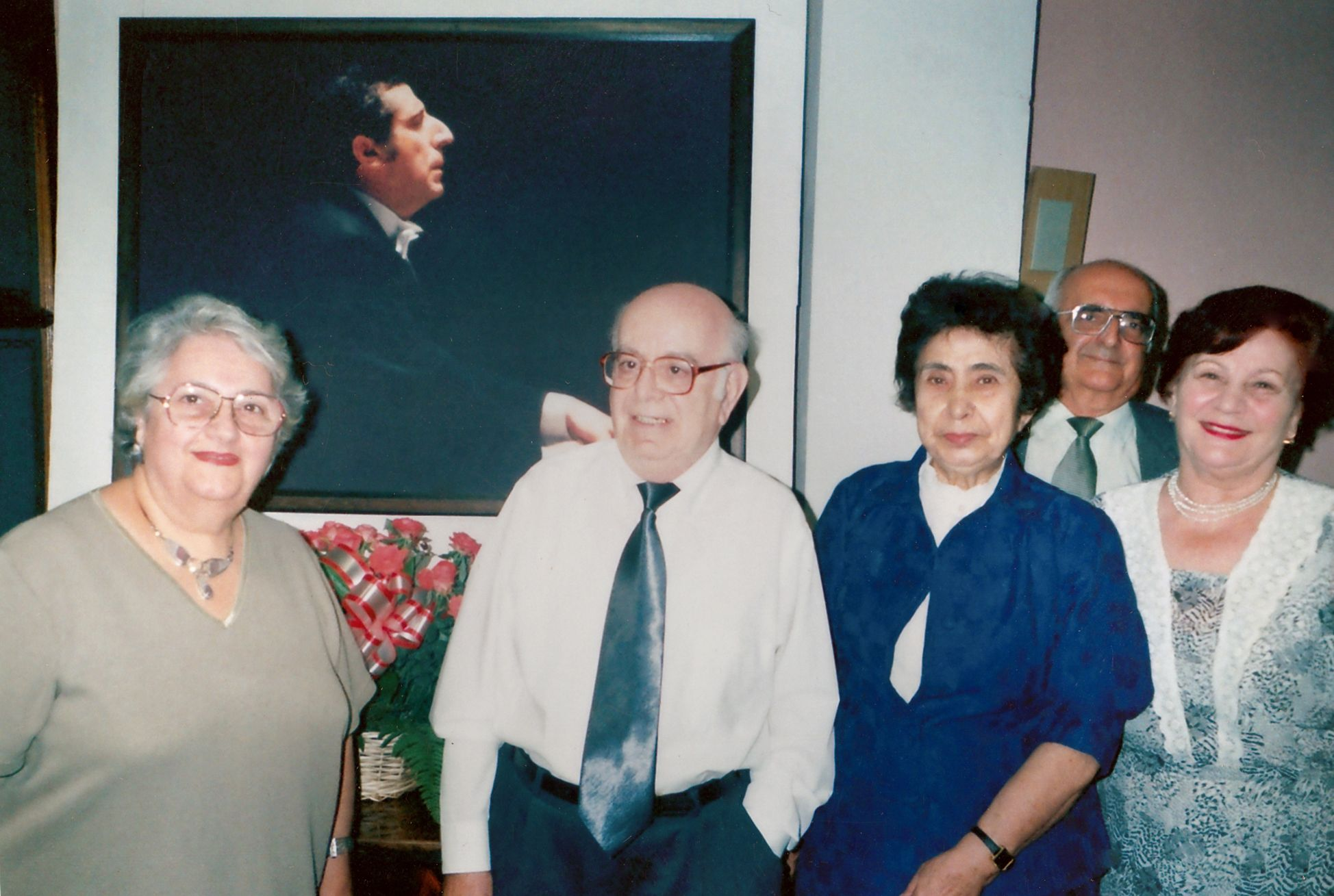
Сусанна Аматуні, Гегуні Чітчян, Армен Будагян та інші, 2001 рік, Академія Наук Республіки Вірменія. Конференція, присвячена 80-річчю з дня народження Арно Бабаджаняна
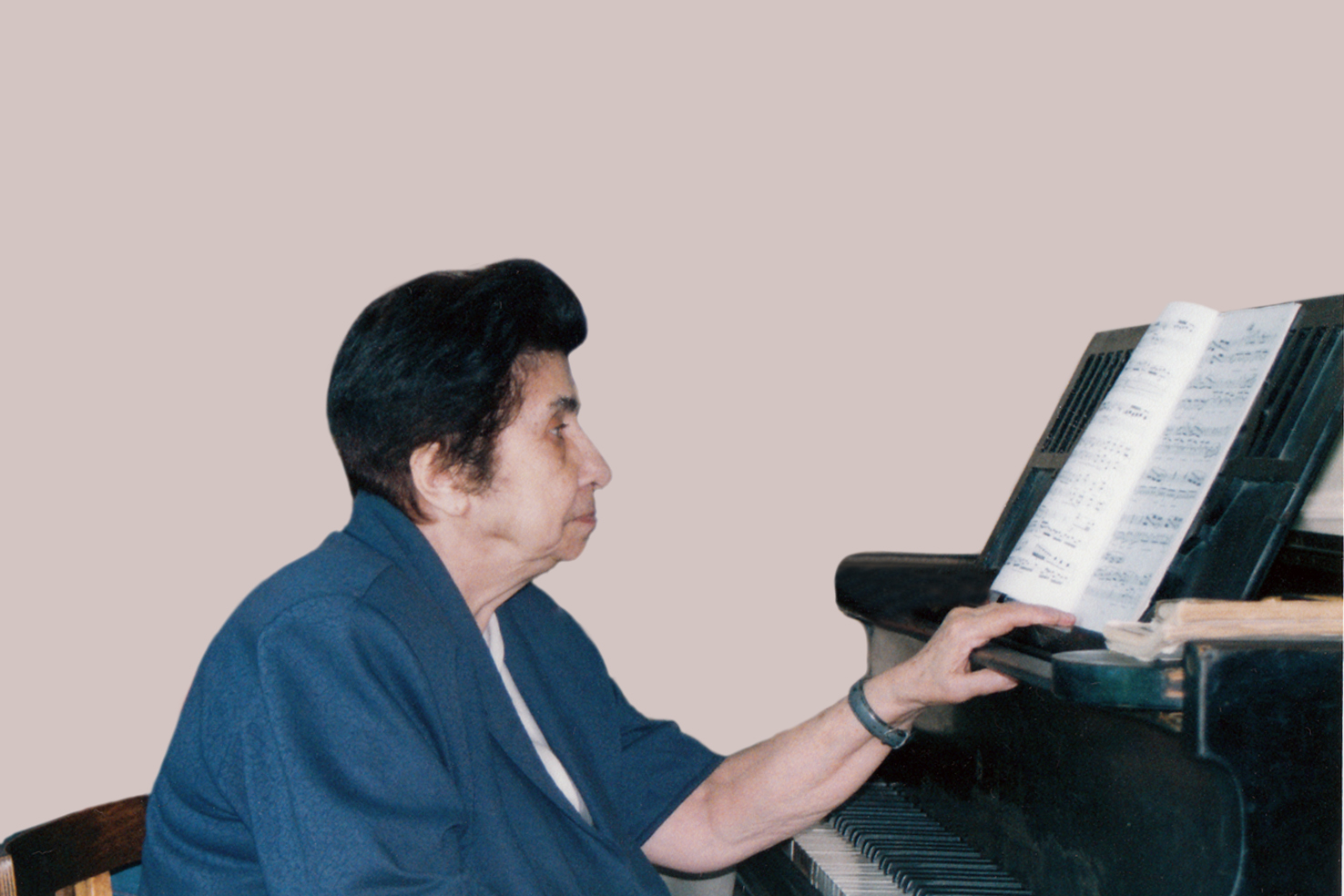
Сусанна Аматуні